# منطقة جوددا
جوددا رمزها «GO» (بالإنجليزية: Godda)‏ ، هو تقسيم إداري لدولة الهند تتبع ولاية جهارخاند (بالإنجليزية: Jharkhand)‏ ، مركزها هو مدينة جوددا (بالإنجليزية: Godda)‏ عدد سكانها حسب تعداد سنة 2001 هو 1,047,264 ، مساحتها 2,110 كم² وكثافة السكان 496 لكل كم² .